# Maxine Peake
Maxine Peake (Manchester, 14 de julho de 1974) é uma atriz inglesa. Ela protagonizou quinto episódio da quarta temporada da série de antologia Black Mirror.

## Filmografia

### Cinema
| Ano  | Titulo                                          | Papel            | Nota(s)        |
| ---- | ----------------------------------------------- | ---------------- | -------------- |
| 1998 | Girls' Night                                    | Sharon           |                |
| 2002 | All or Nothing                                  | Party Girl       |                |
| 2002 | Hamilton Mattress                               | Lulu             | curta-metragem |
| 2005 | Be Mine                                         | Tina's Mum       | curta-metragem |
| 2005 | Frozen                                          | Ticket Attendant |                |
| 2005 | Stealing Up                                     | Filha            | curta-metragem |
| 2006 | The Madness of the Dance                        | A professora     | Curta-metragem |
| 2007 | I Am Bob                                        | Marilyn Monroe   | curta-metragem |
| 2007 | Would Like to Meet                              | Heather          | curta-metragem |
| 2008 | Clubbed                                         | Angela           |                |
| 2010 | Alice                                           |                  | Short          |
| 2010 | Edge                                            | Elly             |                |
| 2011 | Room at the Top                                 | Alice Aisgill    |                |
| 2011 | Best Laid Plans                                 | Isabel           |                |
| 2012 | Private Peaceful                                | Hazel Peaceful   |                |
| 2013 | Run & Jump                                      | Vanetia Casey    |                |
| 2013 | Svengali                                        | Angie            |                |
| 2014 | The Falling                                     | Eileen           |                |
| 2014 | The Theory of Everything                        | Elaine Mason     |                |
| 2014 | Keeping Rosy                                    | Charlotte        |                |
| 2017 | Dispossession: The Great Social Housing Swindle | Narradora        | Documentário   |
| 2017 | Funny Cow                                       | Funny Cow        |                |
| 2018 | Fanny Lye Deliver'd                             | Fanny Lye        | Pós-produção   |
| 2018 | Peterloo                                        | Nellie           |                |
| 2018 | Gwen                                            | Elen             | Pós-produção   |

### Televisão
| Ano       | Título                                             | Papel               | Nota(s)                                       |
| --------- | -------------------------------------------------- | ------------------- | --------------------------------------------- |
| 1996      | Hetty Wainthropp Investigates                      | Photocopy Assistant | Episódio: "Fingers"                           |
| 1998      | Picking Up the Pieces                              | Lucy                | Episódio: "Episode No. 1.7"                   |
| 1998–2000 | Dinnerladies                                       | Twinkle             | 16 episódios                                  |
| 1999      | Sunburn                                            | Sue                 | Episódio: "Episódio No. 1.5"                  |
| 1999      | Coronation Street                                  | Belinda Peach       | Episódio: "Episódio No. 1.46352"              |
| 1999      | Jonathan Creek                                     | Marion Cretiss      | Episódio: "The Curious Tale of Mr. Spearfish" |
| 2000      | Clocking Off                                       | Marie Leach         | Episódio: "The Leaches' Story"                |
| 2001      | The Way We Live Now                                | Ruby Ruggles        | 4 episódios                                   |
| 2001      | Linda Green                                        | Receptionist        | Episode: "Fitness Freak"                      |
| 2002      | Holby City                                         | Tanya Wilton        | Episódio: "Pawns in the Game: Part 1"         |
| 2002      | Dalziel and Pascoe                                 | Dr. Allison Laurie  | Episódio: "Mens Sana"                         |
| 2003      | At Home with the Braithwaites                      | Trixie Fletcher     | Episódio: "Episódio No. 4.3"                  |
| 2003      | Early Doors                                        | Janice              | 4 episódios                                   |
| 2004      | Christmas Lights                                   | Pauline             | Telefilme                                     |
| 2004–2007 | Shameless                                          | Veronica Ball       |                                               |
| 2005      | Faith                                              | Linda               | Telefilme                                     |
| 2005      | Messiah: The Harrowing                             | DS Vickie Clarke    |                                               |
| 2006      | See No Evil: The Moors Murders                     | Myra Hindley        | Telefilme                                     |
| 2007      | Confessions of a Diary Secretary                   | Tracey Temple       | Telefilme                                     |
| 2008      | Bike Squad                                         | WPC Kate McFay      | Telefilme                                     |
| 2008      | Fairy Tales                                        | Cindy Mellor        | Episódio: "Cinderella"                        |
| 2008      | Hancock & Joan                                     | Joan Le Mesurier    | Telefilme                                     |
| 2008      | Placebo                                            | Dr. Sian Nuttall    | Telefilme                                     |
| 2008      | The Devil's Whore                                  | Elizabeth Liliburne | 4 episódios                                   |
| 2008      | Little Dorrit                                      | Miss Wade           | 7 episódios                                   |
| 2009      | Red Riding: In the Year of Our Lord 1980           | Helen Marshall      | TV movie                                      |
| 2009      | Agatha Christie's Marple – They Do It with Mirrors | Jolly Bellever      | Telefilme                                     |
| 2009      | The Street                                         | Madeleine           |                                               |
| 2009      | Criminal Justice                                   | Juliet Miller       | 5 episódios                                   |
| 2010      | The Secret Diaries of Miss Anne Lister             | Anne Lister         | Telefilme                                     |
| 2011–2014 | Silk                                               | Martha Costello     | 18 episódios                                  |
| 2012      | Henry IV, Parts I and II                           | Doll Tearsheet      | parte da série The Hollow Crown               |
| 2013–2014 | The Village                                        | Grace Middleton     | 12 episódios                                  |
| 2015      | Call Security                                      | Narrador            | Documentário                                  |
| 2016      | Comic Strip – Red Top                              | Rebekah Brooks      | Telefilme                                     |
| 2016      | A Midsummer Night's Dream                          | Titania             | Telefilme                                     |
| 2017      | Three Girls                                        | Sara Rowbotham      | 3 episódios                                   |
| 2017      | Black Mirror                                       | Bella               | episódio: "Metalhead"                         |
| 2018      | The Bisexual                                       | Sadie               |                                               |
| 2019      | Anne                                               | Anne Williams       | Minissérie                                    |